# Frédéric Bonnefille
Pour les articles homonymes, voir Bonnefille.
Frédéric Bonnefille, né le 14 décembre 1841 à Marines (Seine-et-Oise, Val-d'Oise) et mort le 29 avril 1922 à Massy (Seine-et-Oise, Essonne), est un homme politique français.

## Biographie
Après avoir travaillé dans l'administration vicinale du département de Seine-et-Oise, il prend en 1876 la direction d'une fabrique de céramiques à Massy, à laquelle s'adjoint une exploitation agricole. 
Maire de Massy de 1881 à 1912 et conseiller général du canton de Longjumeau de 1883 à 1910, il est élu sénateur de Seine-et-Oise le 27 mars 1898 lors d'un scrutin partiel organisé à la suite de la mort d'Ernest Hamel et s'inscrit au groupe de la Gauche républicaine. Il le demeure jusqu'en 1909.
Il s'est présenté à deux reprises à des élections législatives : en 1885, sur une liste républicaine libérale, et en 1893 dans la circonscription de Corbeil, où il obtient un score honorable au premier tour mais préfère se désister en faveur du candidat républicain Jules Périllier. L'élection est finalement remportée par le candidat boulangiste Jean-Baptiste Argeliès.

## Détail des fonctions et des mandats
Mandat parlementaire
- 27 mars 1898 - 2 janvier 1909 : sénateur de Seine-et-Oise

Mandats locaux
- 1881 - 1912 : maire de Massy
- 1883 - 1910 : conseiller général du canton de Longjumeau